# 2672 Pisek
2672 Pisek је астероид главног астероидног појаса са пречником од приближно 20,18 .
Афел астероида је на удаљености од 3,006 астрономских јединица (АЈ) од Сунца, а перихел на 2,220 АЈ.
Ексцентрицитет орбите износи 0,150, инклинација (нагиб) орбите у односу на раван еклиптике 14,154 степени, а орбитални период износи 1542,899 дана (4,224 године).
Апсолутна магнитуда астероида је 11,70 а геометријски албедо 0,090.
Астероид је откривен 31. маја 1979. године.